# Saint-Priest-la-Plaine
Saint-Priest-la-Plaine é uma comuna francesa na região administrativa da Nova Aquitânia, no departamento de Creuse. Estende-se por uma área de 21,9 km². Em 2010 a comuna tinha 266 habitantes (densidade: 12,1 hab./km²).